# 2S3 Akàtsia
El 2S3 Akàtsia (en rus: 2C1 Ака́ция "acàcia") És un obús autopropulsat soviètic de 152 mm desenvolupat el 1968, i posat en servei el 1971 i en servei a Rússia i altres països a partir de 2023. Com a resposta al model nord-americà M109 de 155 mm.
El dissenyador en cap va ser és G. S. Efimov, muntant un obus de D-20 de 152mm. Una designació alternativa russa és SO-152, però en l'exèrcit rus és comunament coneguda com a Akàsia. El desenvolupament va començar el 1967, segons la Resolució del Consell de Ministres de la Unió Soviètica del 4 de juliol de 1967. Es va completar i el 1971 va entrar en servei.

## Historia de la creació
El 1945, la Segona Guerra Mundial va acabar, en aquell moment l'arsenal de la Unió Soviètica consistia principalment en canons autopropulsats d'assalt i antitanc. L'ús principal d'aquests canons autopropulsats era l'escorta directa d'infanteria i tancs i el foc directe contra objectius enemics. Al mateix temps, els països occidentals i els Estats Units tenien canons autopropulsats dissenyats per disparar des de posicions tancades. A poc a poc, l'artilleria autopropulsada en aquests estats va començar a desplaçar l'artilleria remolcada. La indispensabilitat de l'artilleria autopropulsada en els conflictes locals es va fer òbvia, per tant, durant el període de 1947 a 1953, es va dur a terme investigacions per crear nous obusos autopropulsats, però el 1955, sota la direcció de Nikita Khrusxov, la majoria treballa sobre si mateix es va aturar l'artilleria propulsada. Temps després, el Ministeri de Defensa de l'URSS va arribar a la conclusió que era improbable una guerra nuclear estratègica, ja que portaria a la destrucció d'ambdues parts en conflicte. Al mateix temps, els conflictes locals amb armes nuclears tàctiques podrien esdevenir més realistes. En aquests conflictes, l'artilleria autopropulsada tenia un avantatge innegable sobre l'artilleria remolcada.
Amb la dimissió de Nikita Khrusxov, es va reprendre el desenvolupament de l'artilleria autopropulsada a l'URSS. En aquest moment, els Estats Units ja estaven en servei amb l'obús autopropulsat M109 de 155 mm, la munició del qual incloïa la ronda nuclear M454 amb un rendiment de 0,1 kt. El 1965, al camp d'entrenament de Lviv, les tropes soviètiques van realitzar exercicis a gran escala utilitzant instal·lacions d'artilleria de la Gran Guerra Patriòtica. Els resultats dels exercicis van mostrar que les unitats d'artilleria autopropulsades en servei no complien els requisits del combat modern. Per tal d'eliminar la bretxa entre l'artilleria autopropulsada soviètica i l'artilleria dels països de l'OTAN, el 1967 es va emetre una resolució del Comitè Central del PCUS i el Consell de Ministres de l'URSS núm. 609-201 del 4 de juliol. D'acord amb aquest decret, es va iniciar oficialment el desenvolupament d'un nou obús autopropulsat de 152 mm.
Anteriorment, VNII-100, de 1963 a 1965, va dur a terme treballs d'investigació per determinar l'aspecte i les característiques bàsiques dels nous cànons autopropulsats. Durant la investigació, es van desenvolupar dues variants de canons autopropulsats. El primer es basa en el xassís Object 124 (al seu torn, creat sobre la base del SU-100P), el segon es basa en el llavors prometedor tanc mitjà Object 432. En ambdues versions, l'armament principal era un obús de 152 mm amb balística D-20. A partir dels resultats del treball, es va trobar que la disposició del motor davanter seria òptima per al nou obús autopropulsat, així com la presència d'una presa de força addicional per a equips auxiliars. El motor 5TDF no permetia fer realitat aquestes necessitats. El VNII-100 va desenvolupar opcions amb un disseny del motor davanter, així com amb la possibilitat d'agafar potència d'un embragatge lliure, però els projectes no es van implementar i es va recomanar utilitzar un xassís produït per la planta de construcció de màquines de Sverdlovsk. Com a base. Els desenvolupaments resultants van formar la base del treball de desenvolupament amb el nom d'"Acacia" (índex GRAU - 2S3 ). "Acacia" havia d'entrar en servei amb regiments d'artilleria de divisions de tancs i fusells motoritzats per substituir els obusos de 152 mm ML-20, D-1 i D-20.
La Planta d'Enginyeria del Transport Ural va ser designada com a desenvolupadora principal del 2S3, l'obús D-22 va ser dissenyat a OKB-9. A finals de 1968, es va completar la producció dels dos primers prototips del 2S3 i l'octubre de 1969 es van completar les proves de fàbrica. Paral·lelament, l'estiu de 1969 es van fabricar 4 vehicles més per a proves de camp. Les proves van revelar una alta contaminació de gas al compartiment de lluita. Al mateix temps, es va produir una situació similar amb l'obús autopropulsat del regiment de 122 mm 2S1 Gvozdika. Al mateix temps, es van desenvolupar versions de cap d'obusos per a les dues instal·lacions d'artilleria autopropulsada. Sobre la base del 2A33, es va desenvolupar un obús D-11 de 152 mm amb càrrega de tapa. En lloc d'un caragol de falca, un apisonador de cadena i càrregues en una màniga, el D-11 utilitzava un caragol de pistó, un apisonador pneumàtic i càrregues de tapa. No obstant això, les proves han demostrat que els inconvenients del nou obús D-11 són similars, ja que la intensitat dels trets es va mantenir igual, mantenint la mateixa precisió i rang de tir. A més, es van identificar inconvenients quan es treballava amb recipients de càrrega, així com defectes de disseny de l'apisonador pneumàtic, com a resultat de la qual cosa la velocitat de foc es va mantenir al nivell de la pistola base. Una millora addicional del disseny del D-11 va portar a la creació d'un model modernitzat sota la denominació D-11M, que va mostrar un augment del camp de tir d'un projectil de fragmentació d'alt explosiu fins a 19,3 km gràcies a una cambra ampliada i l'ús de càrregues de tapa més potents.

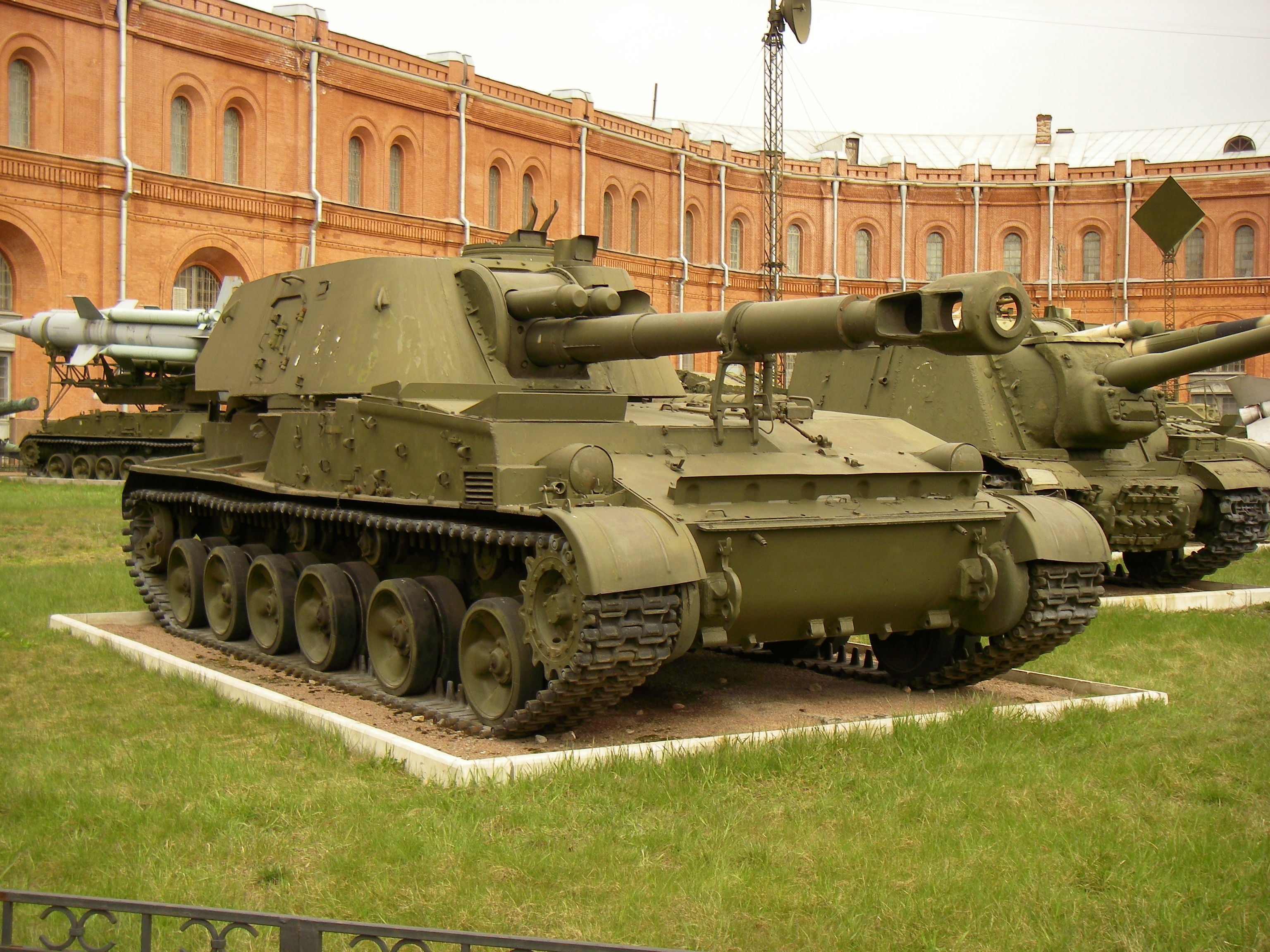
Un exemplar de 2S3 Akàtsia al museu d'artilleria de Sant Petersburg

L'any 1971, el 3r Institut Central d'Investigació, com a part del treball de recerca de desenvolupament, va revisar i analitzar els resultats del treball sobre les versions de tapa dels obusos de 122 mm i 152 mm. Malgrat els indicadors obtinguts, el 3r Institut Central d'Investigació va concloure que era inadequat dur a terme més investigacions sobre la versió de tapa de l'obús 2A33. El motiu principal era la manca en aquell moment d'una solució tècnica que permetés crear i posar en funcionament càrregues fiables i segures en un tap rígid o una caixa de cartutxos combustibles. A més, la variant D-11M no tenia avantatges significatius respecte a la D-22. Es va recomanar utilitzar la base científica i tècnica de la investigació realitzada en crear la pistola autopropulsada de 152 mm 2S11 Giatsint-SK. El problema de la contaminació de gas al compartiment de lluita de la pistola autopropulsada 2S3 es va resoldre d'una manera diferent, és a dir, utilitzant un ejector més potent i cartutxos amb un segellat millorat. Després de modificacions, el 1971, l'exèrcit soviètic va adoptar la muntura d'artilleria autopropulsada 2S3 Akàtsia.

## Característiques

### Casc i toreta

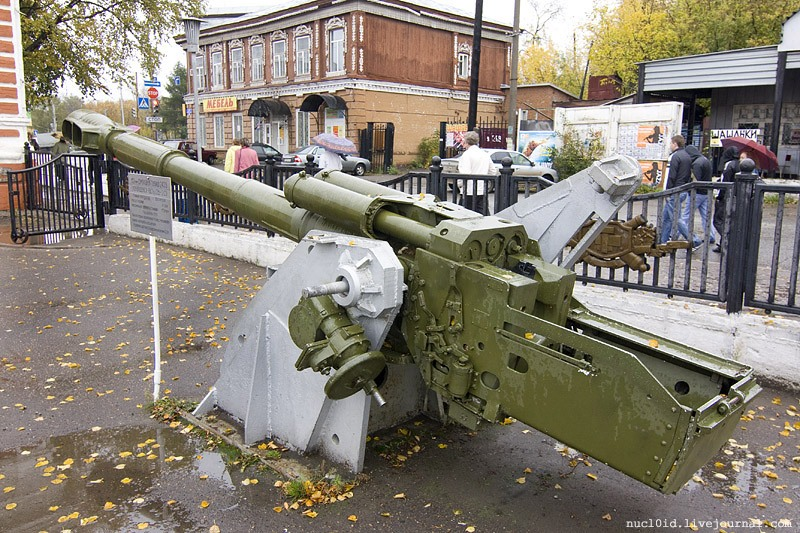
L'obus que utlitza el 2S3 akàtsia

L'obús autopropulsat 2S3 Akàtsia està fabricat segons el disseny de la torreta que s'ha convertit en clàssic per a l'artilleria autopropulsada. La carrosseria del vehicle està soldada amb plaques de blindatge d'acer laminat i es divideix en tres compartiments: compartiments de potència (motor i transmissió), compartiments de control i combat. El compartiment del motor i la transmissió es troba a la part davantera del casc a estribord. A l'esquerra hi ha el seient del conductor amb els controls del xassís. El compartiment de lluita es troba a la part central i posterior del casc. S'instal·la una torreta soldada al sostre del casc sobre una corretja d'espatlla de bola. La torreta conté un canó i seients de la tripulació. El seient del carregador es troba al costat d'estribord, el seient del tirador i els dispositius de mira s'instal·len al costat esquerre davant de la torreta. Darrere del tirador hi ha la posició del comandant de l'arma autopropulsada. El seient del comandant està equipat amb una torreta giratòria muntada al sostre de la torreta. A la part posterior de la torreta hi ha una estiba amb càrregues, així com estibades amb petxines (més tard substituïdes per una estiba de tambor mecanitzat). Sota la torreta a la part inferior del casc hi ha una plataforma de terra giratòria. La plataforma té una zona d'emmagatzematge per a càrrecs, així com una caixa per emmagatzemar paquets addicionals de pólvora. A la part posterior del casc hi ha dos estibaments mecanitzats per a obusos i càrregues del canó principal. L'alimentació a les piles es pot dur a terme des del terra mitjançant escotilles d'alimentació especials. L'armadura del canó autopropulsat 2S3 proporciona protecció antibales i antifragmentació per a la tripulació. El gruix de les làmines frontals del casc i la torreta és de 30 mm, i els laterals són de 15 mm.

### Equips de vigilància i comunicacions
Per apuntar l'arma, realitzar reconeixements de la zona durant el dia i la nit, així com per disparar una metralladora, s'instal·la una mira combinada TKN-3A amb un reflector OU-3GK a la cúpula del comandant. La posició del tirador està equipada amb una vista panoràmica d'artilleria per disparar des de posicions de tir indirectes i una mira de foc directe OP5-38 per disparar a objectius observats. La posició del mecànic del conductor està equipada amb dos dispositius d'observació prismàtica TNPO-160, així com un dispositiu de visió nocturna TVNE-4B per conduir de nit.
La comunicació de ràdio externa és compatible amb l'estació de ràdio R-123. L'estació de ràdio funciona en el rang VHF i proporciona una comunicació estable amb estacions similars a una distància de fins a 28 km, depenent de l'alçada de l'antena d'ambdues estacions de ràdio. Les negociacions entre els membres de la tripulació es duen a terme mitjançant l'equip d'intercomunicació R-124.

### Motor i transmissió
El 2S3 està equipat amb un motor dièsel de quatre temps V-59U de 12 cilindres en forma de V de la família V-46, refrigerat per líquid amb sobrealimentació inercial amb una potència de 520 CV. Amb. A més del gasoil, el motor pot funcionar amb querosè de les marques TS-1, T-1 i T-2.
La transmissió és mecànica, de doble flux, amb un mecanisme de rotació planetari. Té sis marxes endavant i dues enrere. La velocitat màxima teòrica en sisena marxa endavant és de 60 km/h. En segona marxa enrere, s'aconsegueixen velocitats de desplaçament de fins a 14 km/h.

### Xássis

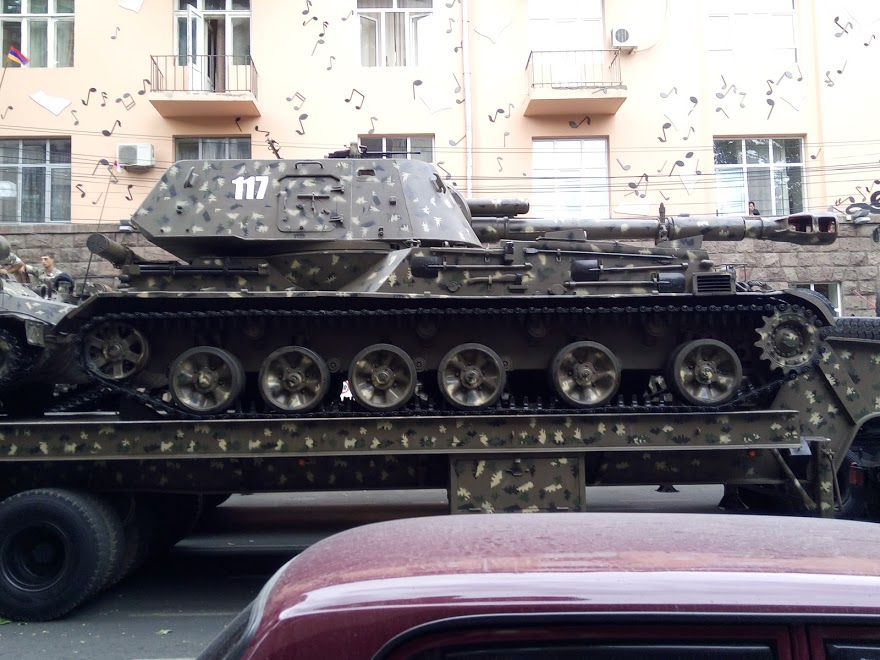
Vista del sistema de rodatge

El xassís 2S3 és un xassís SPTP SU-100P modificat i consta de sis parells de rodes de carretera recobertes de goma i quatre parells de corrons de suport. Hi ha rodes guia a la part posterior de la màquina i rodes motrius a la part davantera. El cinturó d'eruga està format per petits enllaços amb frontisses de metall i cautxú de l'enganxament de la llanterna. L'amplada de cada pista és de 484 mm amb un pas de 125 mm. Suspensió 2S3 és barra de torsió individual. El primer i el sisè rodet de suport estan equipats amb amortidors hidràulics de doble cara. Perquè el xassís proporcioni els paràmetres especificats, el disseny del xassís de la pistola autopropulsada SU-100P ha sofert una modificació significativa. En comparació amb el vehicle base, es van reforçar les rodes de carretera i el sistema de suspensió del SAU 2S3, i també es va canviar el sistema de refrigeració.

## Historial de servei
L'obús autopropulsat 2S3 Akàtsia va entrar en servei amb batallons d'artilleria dels regiments d'artilleria de les divisions de tancs i fusells motoritzats de les Forces Terrestres de l'URSS per substituir els obusos de 152 mm ML-20, D-1 i D-20. Una divisió estàndard constava de 3 bateries de sis canons autopropulsats 2S3 (un total de 18 canons a la divisió), però algunes divisions tenien 4 bateries de canons de 152 mm (és a dir, 24 canons a la divisió).

### Ús en combat

#### Guerra afgano-soviètica
L'obús autopropulsat 2S3 Akàtsia va rebre el seu bateig de foc durant la guerra de l'Afganistan. L'obús 2S3 Akàtsia era la unitat d'artilleria autopropulsada més comuna del 40è Exèrcit, per tant, sovint proporcionava suport directe a les unitats de rifles motoritzats durant les operacions d'assalt, on era la base dels grups regimentals d'artilleria del 40è Exèrcit de l'URSS. A l'1 d'agost de 1987, el 40è Exèrcit de l'URSS encara tenia tres divisions d'artilleria autopropulsada armades amb canons autopropulsats 2S3 Akàtsia amb un nombre total de 50 unitats. Per protegir el casc d'Akatsiya del foc de les metralladores DShK de 12,7 mm, es van penjar pistoles autopropulsades amb pistes de recanvi i es van utilitzar caixes d'obusos plenes de sorra. Des de 1984, l'OKSVA va començar a utilitzar el 2S3 per escortar els combois pel pas de Salang. La naturalesa del terreny predisposava a freqüents emboscades per part dels mujahidins afganesos. Inicialment, l'obús autopropulsat 2S3 Akàtsia es van confondre amb tancs, un dels desavantatges dels quals és els petits angles d'elevació del canó. Tanmateix, a diferència dels tancs, els canons autopropulsats d'Akatsiya van proporcionar suport d'artilleria amb èxit mentre escortaven columnes, disparaven obusos de metralla contra les forces enemigues. El 1985, durant una operació contra les forces contrarevolucionàries a la província de Khost, els canons autopropulsats 2S3 Akàtsia també van proporcionar suport d'artilleria a les forces de l'OKSVA. Prop de Paktia, els canons autopropulsats van ser emboscats, com a resultat de la qual almenys un 2S3 va ser destruït.

#### Orient mitjà i Àfrica
Gairebé al començament de la guerra Iran-Iraq, els subministraments de canons autopropulsats 2S1 Gvozdika i 2S3 Akàtsia van començar a l'Iraq des de l'URSS, que va constituir la base dels grups d'artilleria iraquians. El 1991, durant l'operació Tempesta del Desert, les tropes iraquianes van utilitzar canons autopropulsats 2S3. En general, l'experiència de l'Iraq d'utilitzar l'artilleria es va valorar com negativa, cosa que al seu torn va contribuir a l'aparició de l'opinió que l'artilleria soviètica era ineficaç. Tanmateix, en avaluar les accions de l'artilleria iraquiana, no van tenir en compte els fets que el sistema de comandament i control i l'equipament dels grups d'artilleria de les forces iraquianes no complien els estàndards soviètics d'aquella època.
El 2011, durant la Guerra Civil a Líbia, les forces governamentals van utilitzar canons autopropulsats 2S3 Akàtsia.
Durant la guerra civil a Síria, les unitats de l'exèrcit àrab sirià van utilitzar obús autopropulsat Akàtsia, inclosos els utilitzats en el foc directe per tenir un efecte psicològic negatiu sobre les unitats enemigues. A la primavera de 2018, el SAA es va utilitzar activament en operacions de combat durant l'operació Damascus Steel a l'àrea de Damasc.

#### Conflictes a l'espai postsoviètic
Van ser utilitzades el juny de 1992 durant el conflicte de Transnístria, no hi ha detalls d'ús disponibles. Un obús autopropulsat 2S3 Akàtsia va ser utilitzat per les unitats d'artilleria georgiana durant la guerra a Abkhàzia després de 80-100 trets, el canó va fallar.
El canó autopropulsat 2S3 Akàtsia també va ser utilitzat per les tropes russes durant la primera i la segona guerra txetxena. Durant la Guerra a Ossètia del sud de 2008, les forces russes van utilitzar unitats d'artilleria autopropulsada 2S3 Akàtsia a Ossètia del Sud. Un dels episodis d'ús va ser un duel d'artilleria entre grups d'artilleria russa i georgiana a la regió de Tskhinvali. Durant el duel, el comandant d'un dels canons autopropulsats 2S3 Akàtsia del 693è regiment de fusells motoritzats va morir per una ferida de metralla, el motiu de la pèrdua va ser l'elecció d'una posició de tir convenient però clarament visible des del costat georgià.
El 2014, durant la Guerra al Donbàs els dos bàndols del conflicte van utilitzar 2S3 Akàtsia.
L'any 2016, durant l'escalada del conflicte a l'Alt Karabakh, es va veure una columna 2S3 Akàtsia als carrers de Stepanakert. També van aparèixer fotografies de canons autopropulsats en posicions a la República d'Artsakh.

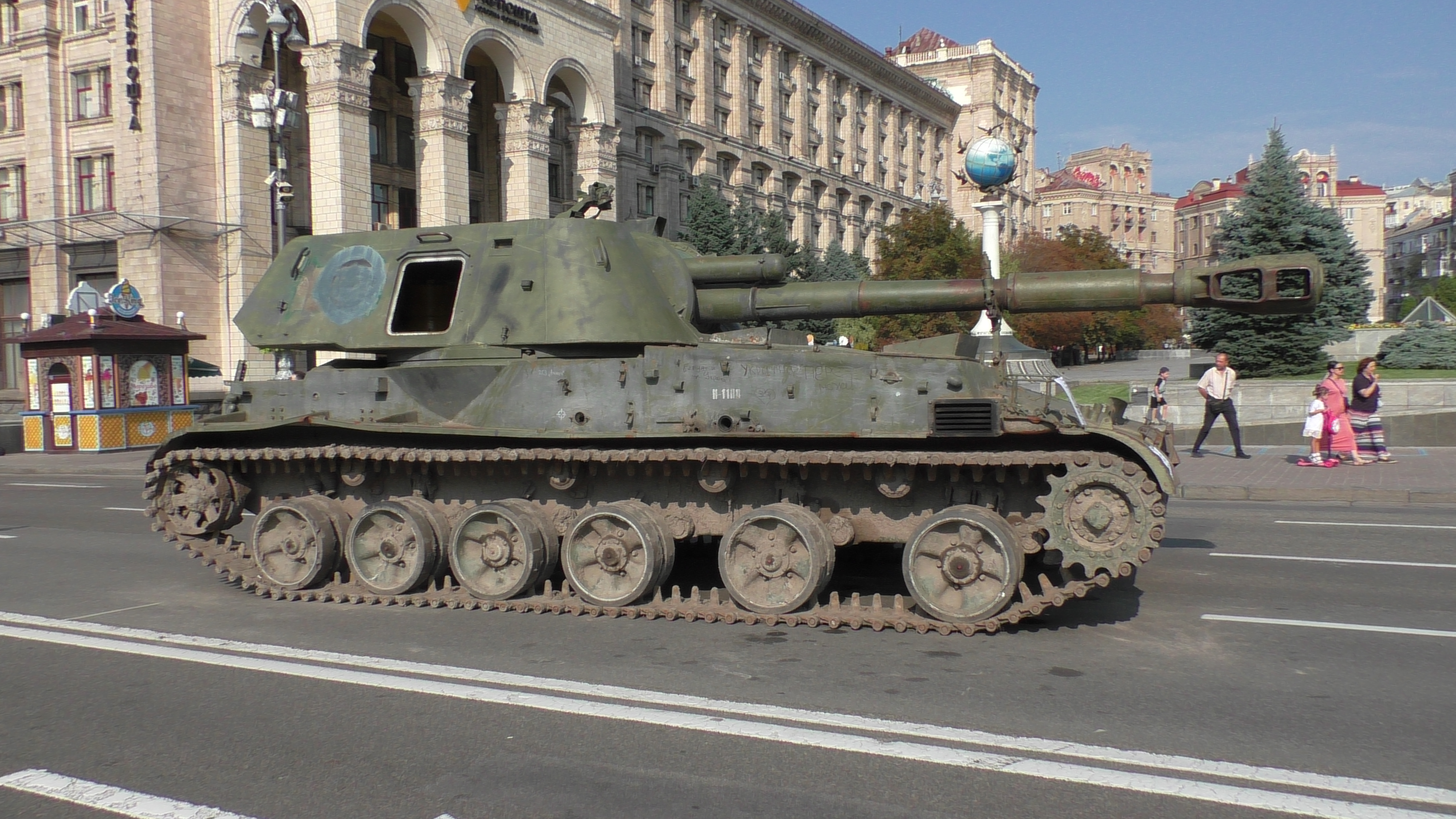
Un exemplar de 2S3M rus exhibint com a trofeu de guerra a un carrer de Kíiv.

A la guerra entre Armènia i l'Azerbaidjan el 2020, materials fotogràfics i de vídeo pel blog Oryx van registrar la destrucció per part de les tropes d'Azerbaidjan de un total de 5 obús autopropulsat destruïts armenis.
Usat per ambdós bàndols durant la invasió russa d'Ucraïna. Durant la contraofensiva ucraïnesa, diversos canons autopropulsats russos van ser abandonats i capturats pel bàndol ucraïnès. Per fonts d'Oryx van calcular que durant el conflicte, el bàndol rus va perdre en total 172 obús, dels quals 132 són destruïts i 31 són capturats i per la part ucraïnes: 133 abús dels quals 104 destruïts i 13 capturats.

## Modificació
- 2S3M: La versió modernitzada té una estiba mecanitzada de tipus tambor, en lloc de dues a la bàsica, la qual cosa va permetre augmentar la munició transportada de 40 a 46 cartutxos. A més, es va canviar la configuració i la ubicació de les escotilles a la part posterior del casc i la torreta, es va introduir el lliurament mecanitzat de trets des del terra, es va traslladar l'antena de comunicació de ràdio al sostre de la torreta i la ràdio R-123. L'estació va ser substituïda per l'estació de ràdio R-123M. El canó autopropulsat 2S3M es va llançar a la producció en massa el 1975.[15]
- 2S3M1: L'última modificació soviètica del 2S3 va ser el canó autopropulsat 2S3M1. A diferència del 2S3M, en aquesta modificació el tirador tenia instal·lada una mira panoràmica 1P5. L'equip d'intercomunicació R-124 es va substituir per un nou 1B116. En lloc de l'estació de ràdio R-123M, es va instal·lar l'estació de ràdio R-173. A més, el 2S3M1 estava equipat addicionalment amb un equip 1V519 per rebre informació de comandament del vehicle de l'oficial superior de bateria (MSOB). Aquesta modificació s'ha posat en producció des de 1987.[15]
- 2S3M2: El Ministeri de Defensa rus ja ha tornat a la qüestió de la modernització de l'obús autopropulsat 2S3. A diferència dels seus predecessors, el vehicle està equipat amb un sistema automatitzat de guia i control d'incendis 1V514-1 "Mekhanizator-M". També s'ha millorat la seguretat del vehicle, gràcies a la instal·lació del sistema 902B de muntatge de cortines de fum per disparar granades de fum de 81 mm. A més de la versió principal destinada a l'exèrcit rus, la planta d'enginyeria de transport de l'Ural, juntament amb OKB-9, va desenvolupar una versió d'exportació dels canons autopropulsats 2S3M2, que va rebre el nom no oficial 2S3M2-155, destinada a potencials clients estrangers. Interessat a convertir els canons autopropulsats 2S3 existents al calibre estàndard de l'OTAN.[15]
- 2S3M3: L'última modernització experimental profunda de l'obús autopropulsat 2S3. Els canvis van afectar la part d'artilleria de l'obús autopropulsat. L'obús 2A33 va ser substituït per un 2A33M de 152 mm més potent, unificat pel que fa a la solució balística amb l'obús 2A64, que va augmentar (fins a 19,8 km amb una càrrega completa i fins a 18,9 km amb una càrrega alterna) del camp de tir del projectil de fragmentació d'alt explosiu 3OF25 en comparació amb versions anteriors, així com la possibilitat d'utilitzar trets destinats a canons 2S19 i 2A65. A més, el sistema de control automatitzat estàndard es va substituir per un conjunt unificat d'equips a bord amb característiques millorades.

## Operadors

#### Actual
- Països en blau són on tenen un 2S3 en servei. Països en vermell tenien un 2S3 en servei. Azerbaijan: 14 unitats 2S3 a partir de 2024.[26] A més 16 unitats subministrats des d'Ucraïna entre 2009 i 2010.[27]

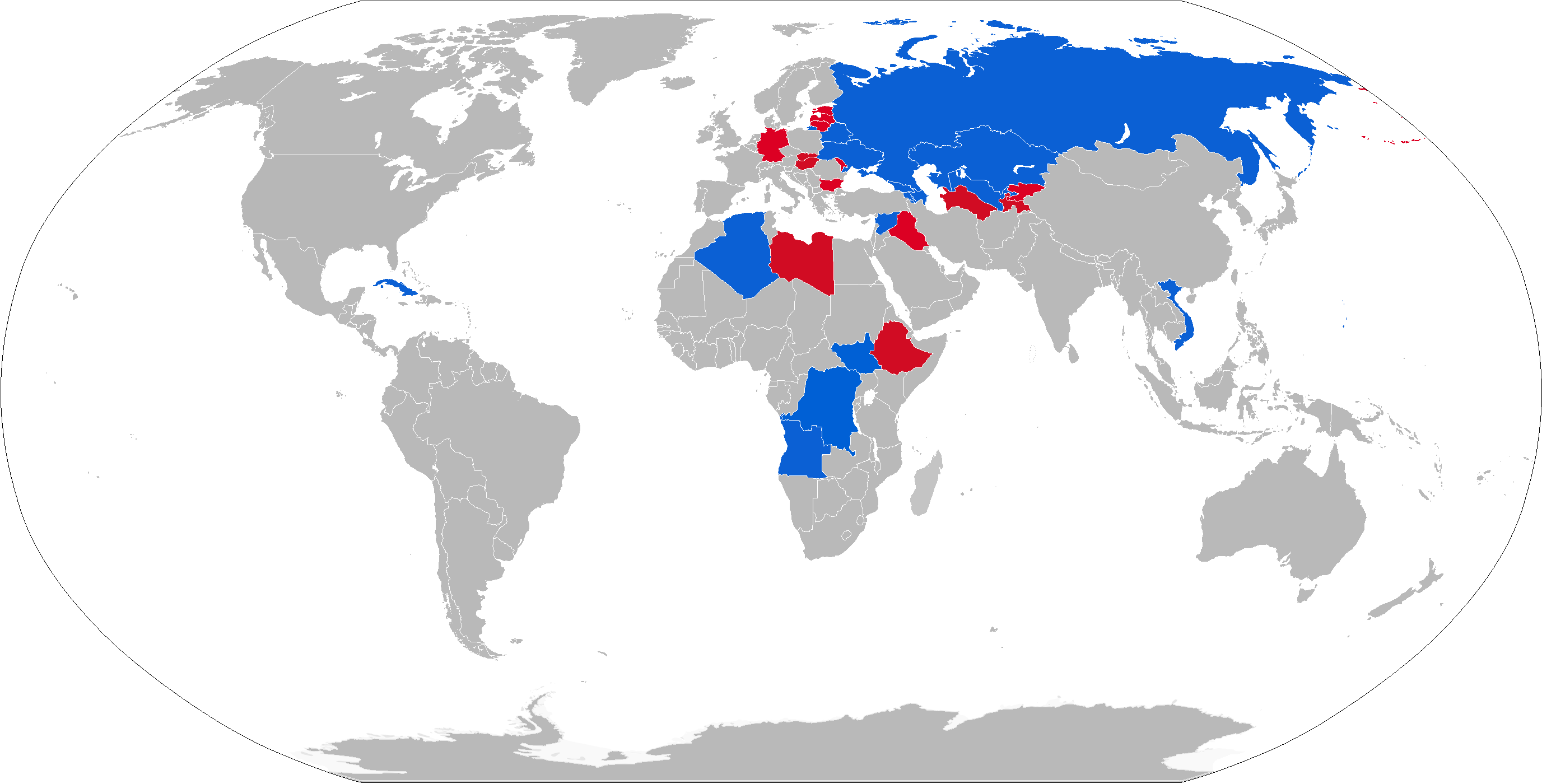
Països en blau són on tenen un 2S3 en servei. Països en vermell tenien un 2S3 en servei.

- Algèria: 30 unitats 2S3 a partir de 2024.[28]
- Angola: 4 unitats 2S3 a partir de 2024.[29]
- Armènia: 28 unitats 2S3 a partir de 2024.[30]
- Bielorússia: 125 unitats 2S3 a partir de 2024.[31]
- Cuba: Un nombre de 2S3 a partir de 2024.[32]
- Georgia: 13 unitats de 2S3 a partir de 2024.[33] Segons Gazeta. Ru: 8 unitats 2S3M a partir de 2008.[34]
- Kazakhstan: 60 unitats de 2S3M a partir de 2024.[35]
- República Democràtica del Congo: 10 unitats de 2S3 a partir de 2024.[36]
- Rússia: En total tenen 650 unitats de les versions 2S3/M i 750 en reserva a partir de 2024.[37]
- Síria: Algunes unitats de 2024.[38]
- Sudan del Sud: Uns 2024 de 2S3 a partir de 2024.[39]

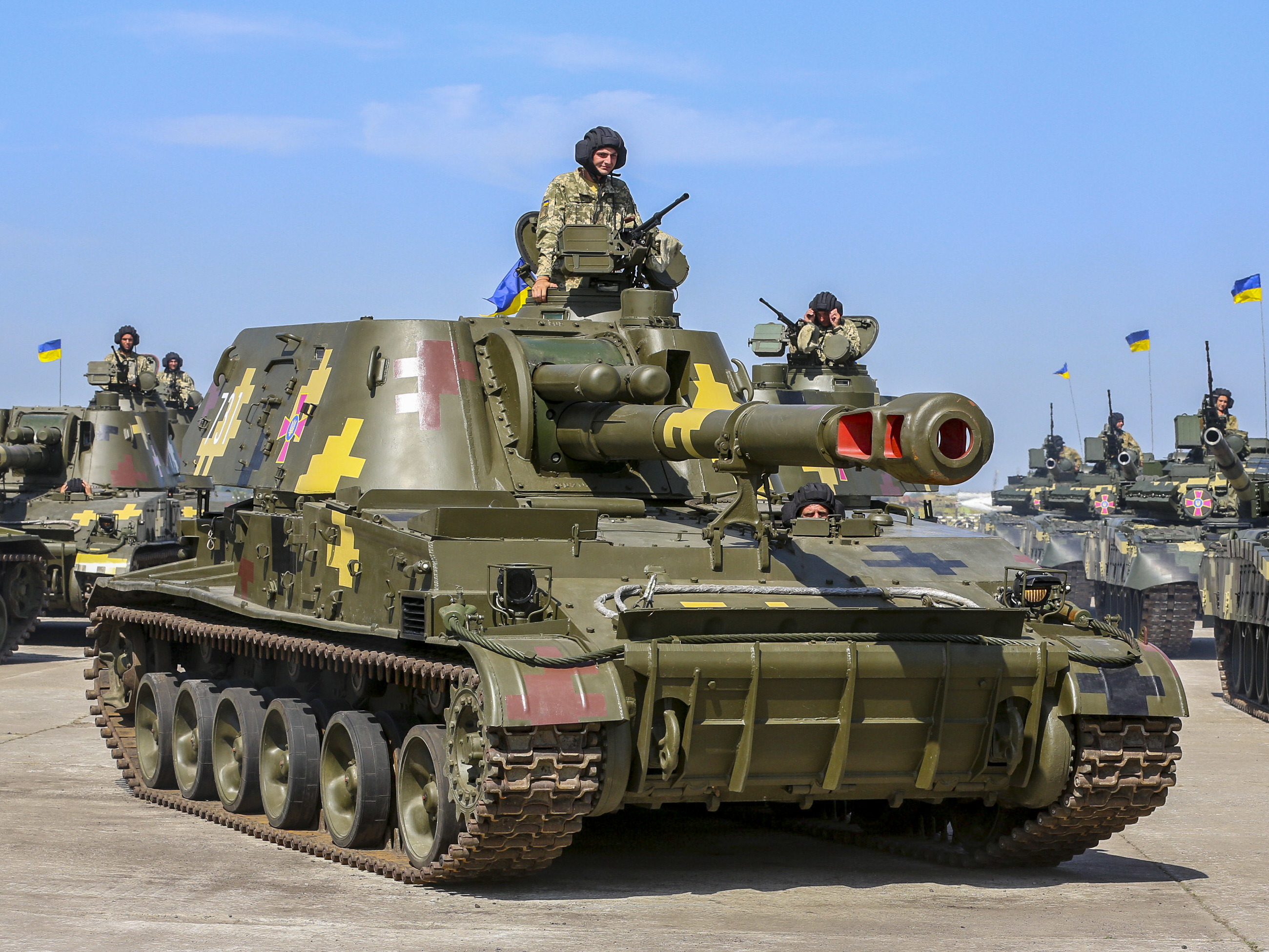
Un 2S3 Akàtsia Ucraïnès

- Ucraïna: 120 unitats de 2S3 a partir de 2024.[40]
- Uzbekistan: 17 unitats de 2S3 a partir de 2024.[41]
- Vietnam: 30 unitats de 2S3 a partir de 2024.[42]

#### Antics
- Bulgària: 162 unitats 2S3 lliurades des de l'URSS el 1989, venudes a Angola en 1999.[27]
- Eslovàquia: 41 unitats 2S3 lliurades entre 1993 i 2010.[43]
- Hongria: 18 unitats 2S3 lliurades des de l'URSS e l1981.[27]
- Iraq: 150 unitats 2S3 lliurades des de l'URSS durant el període de1980 a1989,[27] retirades del servei en 2006.[44]
- Líbia: Uns 2S3 a partir de 2013.[45]
- Ossètia del Sud: 42 unitats de 2S1 i 2S3 a paritir de 2008.[46]
- República Democràtica Alemanya: 95 2S3 van ser subministrades des de l'URSS durant el període de1979 a1985, transferidesa la República Federal d'Alemanya. 9 unitats es van vendreals EUA, la resta possiblement estan emmagatzemades o han estat desmilitaritzades.[47]
- República d'Artsakh: nombre desconegut, a partir del 2020.[48]
- República Txeca: 13 unitats 2S3 lliurades des d'Hongria entre 1993 i 2010.[27]
- República Txetxena d'Itxkèria: alguns 2S3, a partir de 1994.[49]
- URSS: Va passar als estats formats després del col·lapse.

## Vehicles similars
- URSS: 2S1 Gvozdika
- URSS: 2S19 Msta-S
- USA: M109
- República Popular de la Xina: PLZ-89